# 塞德里克·比尔代
塞德里克·比尔代（法語：Cédric Burdet，1974年11月15日—），法国男子手球运动员。他曾代表法国参加2000年、2004年和2008年夏季奥林匹克运动会手球比赛，获得一枚金牌。